# McVille
McVille és una població dels Estats Units a l'estat de Dakota del Nord. Segons el cens del 2000 tenia 470 habitants.

## Demografia
Segons el cens del 2000, McVille tenia 470 habitants, 217 habitatges, i 106 famílies. La densitat de població era de 126 hab./km².
Dels 217 habitatges en un 20,3% hi vivien nens de menys de 18 anys, en un 41,9% hi vivien parelles casades, en un 6,9% dones solteres, i en un 50,7% no eren unitats familiars. En el 49,3% dels habitatges hi vivien persones soles el 27,6% de les quals corresponia a persones de 65 anys o més que vivien soles. El nombre mitjà de persones vivint en cada habitatge era d'1,95 i el nombre mitjà de persones que vivien en cada família era de 2,82.
Per edats la població es repartia de la següent manera: un 18,9% tenia menys de 18 anys, un 3,4% entre 18 i 24, un 16,4% entre 25 i 44, un 24% de 45 a 60 i un 37,2% 65 anys o més.
L'edat mediana era de 52 anys. Per cada 100 dones de 18 o més anys hi havia 83,2 homes.
La renda mediana per habitatge era de 21.818 $ i la renda mediana per família de 36.250 $. Els homes tenien una renda mediana de 24.531 $ mentre que les dones 22.083 $. La renda per capita de la població era de 19.776 $. Entorn de l'11,9% de les famílies i el 16,7% de la població estaven per davall del llindar de pobresa.

## Poblacions més properes
El següent diagrama mostra les poblacions més properes.